# 特威克纳姆体育场

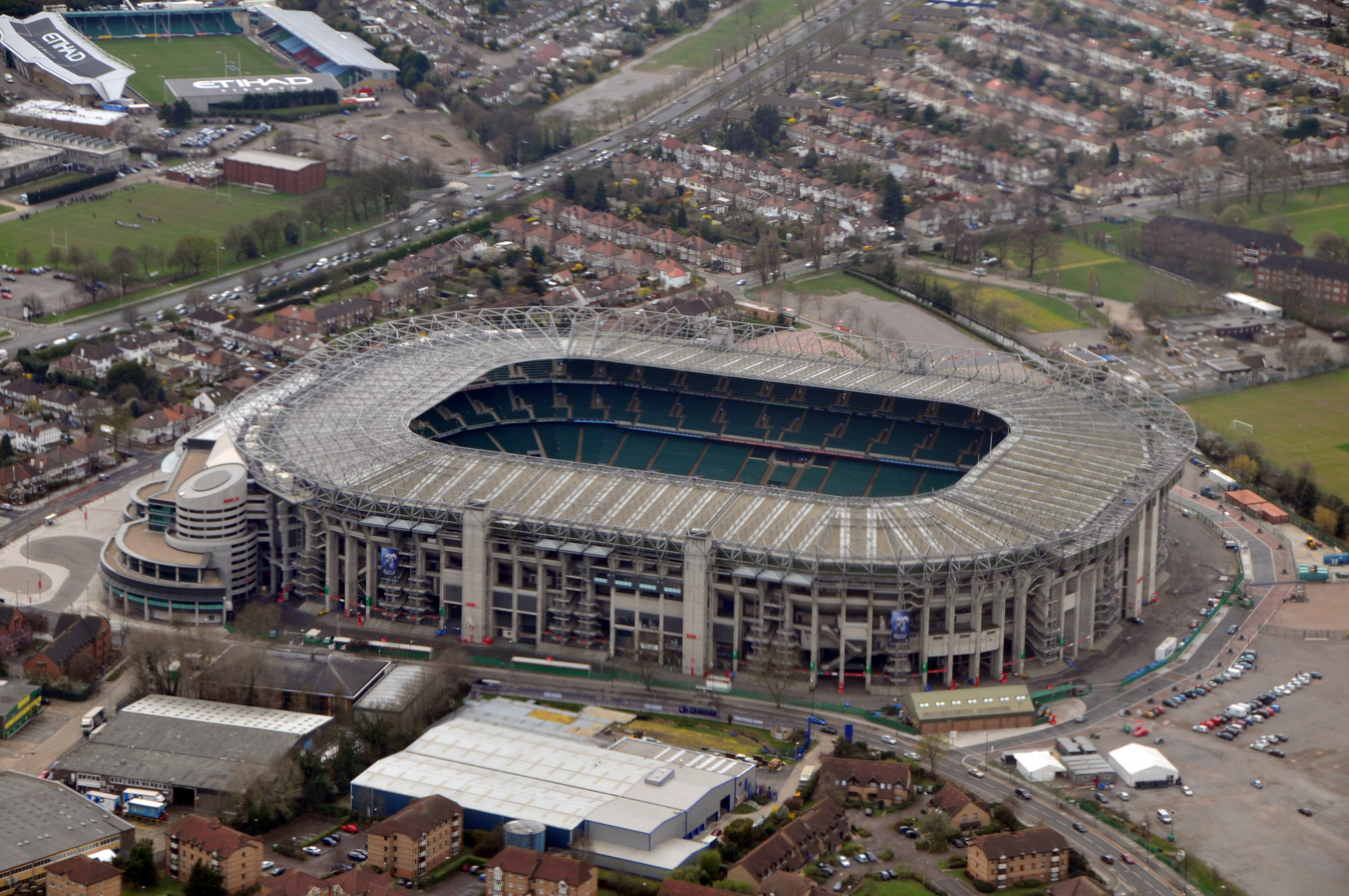

特威克纳姆体育场（英語：Twickenham Stadium）是位於英國倫敦郊外的一座英式橄欖球專用球場。球場竣工於1909年，在經過多次改擴建之後，現在可以容納多達82,000人觀眾。這座球場是英格蘭國家橄欖球隊的主場球場，也曾舉辦過橄欖球世界盃的賽事。除了用於舉辦體育賽事之外，許多歌手也都在這裡舉辦過演唱會。

## 外部連結
- RFU内(英語)